# Bob Wickersham
Robert Bob Wickersham, även Bob Wick, född 5 augusti 1911 i Mexiko, död 21 april 1962 i Chicago, var en amerikansk animatör, animationsregissör, serietecknare och manusförfattare.

## Biografi
Wickersham började teckna redan som 12-åring för tidningen Los Angeles Sunday Times. I början av 30-talet jobbade han hos olika animatörer som Charles Mintz, innan han 1933 fick jobb på Walt Disney Animation Studios, och kom att animera ett flertal kortfilmer med Musse Pigg och Kalle Anka. Han animerade även avsnittet Trollkarlens lärling med Musse Pigg ur långfilmen Fantasia.
I slutet på 30-talet han Disney och fick anställning hos Max Fleischer som erbjöd honom högre lön. Där kom han bland annat att animera Fleischer's två första långfilmer Gullivers resor och Hoppe kommer till stan. Den sistnämnda filmen floppade på bio och försatte Fleischer Studios i konkurs. Wickersham växlade efter detta med olika arbeten. Bland annat tecknade han egna serier och jobbade på flera olika animationsbolag.
Han grundade en egen filmstudio 1948 vid namn TV spots med inriktning på reklamfilmer. Studion blev dock kortlivad och lades ner 1951. Han jobbade på 50-talet under en kort tid på Warner Bros. och animerade bland annat tre Looney Tunes-filmer.

## Filmografi (i urval)
Källa: 
- 1934 – Pluto i skojartagen
- 1934 – Musse Piggs ångvält
- 1934 – I rövarhänder
- 1934 – Flygande råttan
- 1936 – I drömmarnas rike
- 1937 – Lille Hiawatha
- 1937 – Den gamla kvarnen
- 1937 – Plutos femlingar
- 1937 – Tror ni på spöken?
- 1938 – Kalle Anka vid Nordpolen
- 1938 – Musse Piggs papegoja
- 1938 – Kalle Anka spelar golf
- 1939 – Gullivers resor[6]
- 1941 – Hoppe kommer till stan[6]